# Richard Hyman
Richard Hyman (* 9. Juli 1942 in Oxford) ist ein britischer Industrial-Relations-Experte, der im Gegensatz zur sogenannten Oxford School of Industrial Relations (Allan Flanders, Alan Fox und Hugh Armstrong Clegg) in Großbritannien eine marxistisch orientierte Theorie- und Forschungsperspektive der Industriellen Beziehungen begründete.

## Leben und Werk
Hyman absolvierte sein Studium an der University of Oxford mit einem Bachelor of Arts und einem Ph.D. Als Schüler von Allan Flanders und Hugh Clegg wandte er sich früh gegen den von Allan Flanders und seinen Kollegen vertretenen Pluralismus im Forschungsfeld der Industriellen Beziehungen mit seinem 1974 erschienenen Lehrbuch Industrial Relations: A Marxist Introduction.
Hyman lehrte und forschte seit 1968 zunächst als Reader, später als Professor of Industrial Relations an der University of Warwick und von 2000 bis 2009 an der London School of Economics and Political Science. Er ist Begründer und Herausgeber der Zeitschrift European Journal of Industrial Relations. Seine zahlreichen Bücher und Aufsätze werden von Wissenschaftlern seines Forschungsfeldes häufig zitiert.
Hyman hatte sich in der linken britischen Studentenbewegung engagiert und versteht sich heute als unabhängiger Linker. 2020 wurde Hyman in die British Academy gewählt.

## Schriften (Auswahl)
- Strikes (1972)
- Industrial Relations: A Marxist Introduction (1975)
- (Hrsg. mit Wolfgang Streeck): New Technology and Industrial Relations (1988)
- The Political Economy of Industrial Relations (1989)
- Understanding European Trade Unionism. Between Market, Class and Society (2002)
- Trade Unions in Western Europe: Hard Times, Hard Choices (with Rebecca Gumbrell-McCormick) (2013)
- Democracy in trade unions, democracy through trade unions? (2018, in: Economic and Industrial Democracy)